# Fasciospongia seychellensis
Fasciospongia seychellensis är en svampdjursart som först beskrevs av Thomas 1973.  Fasciospongia seychellensis ingår i släktet Fasciospongia och familjen Thorectidae. Inga underarter finns listade i Catalogue of Life.